# Tom Lewis
Tom Lewis (5 januari 1991) is een golfprofessional uit Engeland. Hij is lid van de Welwyn Garden City Golf Club.

## Amateur
Als 18-jarige won Tom Lewis in augustus 2009 de Carris Trophy, de trofee voor de winnaar van het Boys amateurkampioenschap, door Eddie Pepperell van Drayton Park in de 36-holes finale met 5&4 te verslaan op de Royal St George's Golf Club. Drie weken later won hij Boys amateurkampioenschap strokeplay.
Eind 2010 stond Tom Lewis als hoogste Engelse speler op de World Amateur Golf Ranking (WAGR) en speelde namens Engeland op de internationale toernooien. In 2011 deelde hij na ronde 1 de leiding van het Brits Open met een ronde van 65, de laagste amateursronde ooit, en won hij de Silver Medal als beste amateur, 

### Overwinningen
- 2007: Sir Henry Cooper Junior Masters
- 2009: Winnaar Boys amateurkampioenschap matchplay, winnaar Boys amateurkampioenschap strokeplay, 2de bij Spaans Amateur Kampioenschap
- 2010: 2de bij het Wales Open strokeplay
- 2010: 2de bij het New South Wales Open (play-off verloren van Peter O'Malley)
- 2010: Australian Open: 15de plaats, Silver Medal als beste amateur
- 2011: Winnaar St Andrews Links Trophy

### Teams
- Jacques Leglise Trophy: 2008 (winnaars), 2009 (winnaars)
- Walker Cup: 2011 (winnaars)

## Professional
Zijn laatste doel als amateur was om in 2011 de Walker Cup op Royal Aberdeen te spelen. Nadien is hij professional geworden. Een maand later won hij de Portugal Masters en eindigde hij nummer 175 op de wereldranglijst. Hij won ook de Sir Henry Cotton Rookie of the Year Award. Ook in 2018 was Lewis de beste in de Portugal Masters. 

### Overwinningen
| Jaar | Toernooi                     | Tour                    |
| ---- | ---------------------------- | ----------------------- |
| 2011 | Portugal Masters             | Europese PGA Tour       |
| 2018 | Portugal Masters             | Europese PGA Tour       |
| 2018 | Bridgestone Challenge        | Europese Challenge Tour |
| 2019 | Korn Ferry Tour Championship | Korn Ferry Tour         |